# Liste de fortifications en Tchéquie
Liste de fortifications en Tchéquie.
- Forteresse Josefov
- Forteresse Spielberg / Špilberk in Brünn
- Forteresse de Terezín (anciennement Theresienstadt)
- Vyšehrad, Prague
- Tschechoslowakischer Wall